# Jamestown (Dakota del Norte)
Jamestown es una ciudad ubicada en el condado de Stutsman en el estado estadounidense de Dakota del Norte. En el censo de 2010 tenía una población de 15427 habitantes y una densidad poblacional de 462,6 personas por km². Se encuentra junto al río James, un afluente del Misuri.

## Geografía

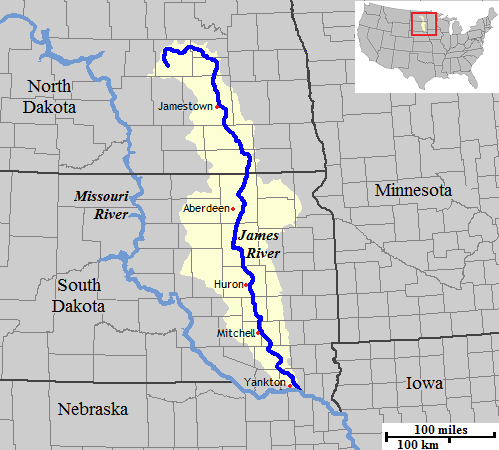
Mapa del río James en el que se ve arriba, Jamestown

Jamestown se encuentra ubicada en las coordenadas 46°54′26″N 98°41′43″O / 46.90722, -98.69528, a la orilla del curso alto del río James. Según la Oficina del Censo de los Estados Unidos, Jamestown tiene una superficie total de 33.35 km², de la cual 33.23 km² corresponden a tierra firme y (0.34%) 0.11 km² es agua.

## Demografía
Según el censo de 2010, había 15427 personas residiendo en Jamestown. La densidad de población era de 462,6 hab./km². De los 15427 habitantes, Jamestown estaba compuesto por el 94.63% blancos, el 0.84% eran afroamericanos, el 1.78% eran amerindios, el 0.59% eran asiáticos, el 0.06% eran isleños del Pacífico, el 0.69% eran de otras razas y el 1.41% pertenecían a dos o más razas. Del total de la población el 2.09% eran hispanos o latinos de cualquier raza.